# Direction générale du budget (Union européenne)
Pour les articles homonymes, voir Direction générale du budget.
La direction générale du Budget (DG BUDG) est un département de la Commission européenne. Le commissaire européen référent est le Polonais Piotr Serafin. Sa directrice générale est la Française Stéphanie Riso depuis février 2023.

## Rôle
La direction générale du budget a pour mission d'obtenir de l'autorité budgétaire — le Parlement européen et le Conseil de l'Union européenne (Conseil des ministres) — les ressources nécessaires à la mise en œuvre des politiques de l'Union européenne, d'encourager une bonne gestion des fonds de la Communauté économique européenne[Quoi ?] et de rendre compte de l'utilisation des crédits.